# Union Sportive Rumelange
El Union Sportive Rumelange és un club de futbol luxemburguès de la ciutat de Rumelange.

## Història
El club va ser fundat el 1908. Entre 1940 i 1944, durant l'ocupació alemanya, s'anomenà FV Rümelingen. El club es proclamà campió de la copa luxemburguesa dos cops, les temporades 1967-68 i 1974-75. A més, el club ha estat dos cops subcampió de primera divisió, les temporades 1967-68, 1969-70 i 1971-72.

## Palmarès
- Copa luxemburguesa de futbol:[2]
  - 1967-68, 1974-75